# Getinge-Oskarströms pastorat
Getinge-Oskarströms pastorat är ett pastorat i Halmstads och Laholms kontrakt i Göteborgs stift i Halmstads kommun i Hallands län. 
Pastoratet bildades 2014 genom sammanläggning av pastoraten:
- Oskarströms pastorat
- Enslövs pastorat
- Getinge-Rävinge pastorat
- Slättåkra-Kvibille pastorat

Pastoratet består av följande församlingar:
- Oskarströms församling
- Enslövs församling
- Getinge-Rävinge församling
- Slättåkra-Kvibille församling

Pastoratskod är 081609